# Jacquemontia blanchetii
Jacquemontia blanchetii är en vindeväxtart som beskrevs av Stefano Moricand. Jacquemontia blanchetii ingår i släktet Jacquemontia och familjen vindeväxter. Inga underarter finns listade i Catalogue of Life.